# Bibliographie sur la sociologie de l'imaginaire
 (août 2024).
- Si vous ne connaissez pas le sujet, laissez ce bandeau (vous pouvez alors contacter les auteurs).
- Si vous supprimez le contenu mis en cause (vous pouvez préalablement contacter les auteurs),

argumentez précisément cette suppression dans la page de discussion
(un manque de référence n'est pas un argument ; une recherche réelle de référence doit avoir été effectuée, être formellement documentée).

## Ouvrages
- Jean Baechler, « De l’idéologie », Annales, no 3,‎ mai-juin 1972 (lire en ligne)
- Pierre Sansot, Imaginaire, vécu des pratiques et des représentations, Grenoble, Équipe de Sociologie Urbaine, ??, texte dactylographié
- F.A. Isambert, « Dimension sociale du symbole », actes de la 14e Conférence Internationale de Sociologie Religieuse, Lille,‎ 1977
- Gilbert Durand, L’imagination symbolique, PUF, 1964
- Gilbert Durand, « La cité et les divisions du royaume », Eranos Jahrbuch, Ascona (CH), vol. 45,‎ 1976, p. 200
- P. Ricœur, « La structure symbolique de l’action sociale », actes de la 14e Conférence Internationale de Sociologie Religieuse, Lille,‎ 1977
- R.A. Nisbet, La tradition sociologique, Paris, PUF, 1984
- Émile Durkheim, Les formes élémentaires de la vie religieuse, Paris, PUF, coll. « Quadrige », 1998 (1re éd. 1912), 647 p. (ISBN 2-13-043338-3 et 9782130433385)
- Pierre Sansot, Les Formes sensibles de la vie sociale, Paris, PUF, coll. « La politique éclatée », 1986, 224 p. (ISBN 978-2-13-039300-9)
- Roger Bastide, Les religions africaines du Brésil, Paris, PUF, 1960
- Henri Desroche, Sociologie de l’espérance, Paris, Calmann-Lévy, coll. « archives des sciences sociales », 1973, 249 pages (ISBN 978-2-7021-0518-4)
- Marcel Mauss, Sociologie et anthropologie, Paris, PUF, coll. « Quadrige », 2010, 12e éd. (1re éd. 1902), 482 p. (ISBN 978-2-13-058356-1)
- P. Legros, F. Monneyron, J.-B. Renard et P. Tacussel, Sociologie de l'imaginaire, Paris, Armand Colin, 2007
- Gilbert Durand, « Le social et le mythique : pour une topique sociologique », Cahiers Internationaux de Sociologie, vol. LXXI,‎ juillet-décembre 1981